# Gazzaniga
Pour les articles homonymes, voir Gazzaniga (homonymie).
Gazzaniga est une commune italienne de la province de Bergame en Lombardie

## Administration
| Période                                  | Période  | Identité        | Étiquette | Qualité |
| ---------------------------------------- | -------- | --------------- | --------- | ------- |
| 4 avril 2005                             | En cours | Marco Masserini |           |         |
| Les données manquantes sont à compléter. |          |                 |           |         |

## Hameaux
Masserini, Orezzo, Rova, Platz

## Communes limitrophes
Albino, Aviatico, Cene, Cornalba, Costa di Serina, Fiorano al Serio, Vertova